# 捉迷藏 (2005年電影)
捉迷藏（Hide And Seek），是一部美国恐怖电影，約翰·波森導演，由勞勃·狄尼洛與達可達·芬妮主演，于2005年上映。

## 劇情
心理醫生大衛（勞勃·狄尼洛飾）原本有個美好的家庭，一位美麗大方的妻子愛麗森（艾咪·愛文飾） ，一個可愛的女兒艾蜜莉（達可達·芬妮飾），直到有一天他的妻子陳屍浴缸，滿身是血地自殺身亡，大衛根本不知道嬌妻為何走上絕路，傷心欲絕，只好帶著愛女搬家展開新生活，離開傷心地。在父女相依為命的簡單生活中，大衛卻發現女兒有很嚴重的心理問題，她自稱認識一個名叫查理的朋友，查理時時刻刻對艾蜜莉說話、下指令，玩捉迷藏，但是大衛根本找不到查理，其實除了艾蜜莉以外，沒有任何人看得到查理，可能是艾蜜莉幻想出來的角色.....而究竟這個角色與妻子的死，又有甚麼樣不為人知的關係呢？

## 结局
本片共有五個不同的結局，美国院线的結局如下：
艾蜜莉和凱瑟琳一起過上了新的生活，她正準備上學，畫了一張自己和凱瑟琳的画，看上去很幸福。但當鏡頭切回艾蜜莉的畫時，画中的艾蜜莉有兩個頭，這表明她現在患有解離性身分疾患。此結局作為替代結局收录在國際院线結局的DVD中。DVD中還包含另外四個结局：
Happy Drawing（快樂繪畫）：與美国院线的結局相同，不过艾蜜莉為自己畫的畫只有一個頭，表明她沒有解離性身分疾患。
One Final Game（最後一場遊戲）：艾蜜莉似乎出現在一間新公寓的臥室裡，凱瑟琳的行為與電影開頭時她母親的行為如出一轍。她向艾蜜莉保證了她的愛，然後開始離開房間。艾蜜莉要求凱瑟琳把門打開，但凱瑟琳说不能。當門關閉時，門上可以看到带金属网的窗戶。下一個鏡頭是凱瑟琳從外面鎖上門，揭示了這間所谓的公寓臥室實際上是兒童精神病院的病房。艾蜜莉起床，倒計時捉迷藏。她靠近衣櫃，打開，對著鏡子裡自己的倒影微笑。
Emily's Fate（艾蜜莉的命運，国际院线结局）：與上面的精神病房相同，但沒有倒計時捉迷藏。這個結局出現在國際院线版本中。
Life with Katherine（與凱瑟琳的生活）：結局與精神病房相似，但在這個結局中，艾蜜莉不在病房，而是在她的新家。凱瑟琳關上門後，艾蜜莉下床和自己的倒影玩捉迷藏。
在DVD上，观众可以透过主菜單选择觀看以五種結局中任意一種结局结尾的電影。

## 外部連結
- 官方网站
- .   [2015-02-28]. （原始内容存档于2007-07-18）.
- AllMovie上《Hide and Seek》的资料（英文）
- Box Office Mojo上《Hide and Seek》的資料（英文）
- 互联网电影数据库（IMDb）上《Hide and Seek》的资料（英文）
- Metacritic上《Hide and Seek》的資料（英文）
- 爛番茄上《Hide and Seek》的資料（英文）

1. ↑  . The Numbers.   [April 27, 2016]. （原始内容存档于2021-07-31）.
2. ↑  . Box Office Mojo.   [2016-02-26]. （原始内容存档于2019-09-16）.